# プラム麻里子
プラム麻里子（プラムまりこ、1967年11月1日 - 1997年8月16日）は、日本の女子プロレスラー。本名は梅田 麻里子（うめだ まりこ）。東京都大田区出身。
日本のプロレス史上、初めて試合中にリング禍で死去したことでも知られる。

## 来歴
長与千種に憧れてプロレスラーを目指し、1986年にジャパン女子プロレスの第一期生として入門。同年8月17日、後楽園ホールのユウ山崎戦でデビュー。入門前から新宿スポーツ会館に通ってサンボの練習をしていたため、デビュー当時からグラウンドレスリングの技術があり、当時の女子選手としては珍しいサブミッションなどの関節技を主体とする独自のファイトスタイルを確立した。
その経歴とファイトスタイルから、「サブミッション・クイーン」「サンボ姫」等の異名をとり、UWA&JWPジュニア王座に2度就くなど人気レスラーだった。キューティー鈴木とのタッグチーム、ファイティング・ドールズではアイドル的な人気も獲得。1991年には、『Gジャン・シンデレラ』にてCDデビューも果たしている。
1992年1月のジャパン女子プロレス解散後は、分裂団体のうちJWP女子プロレスの旗揚げに参加。だがこの頃よりタイトル戦線からは程遠くなり、前座で若手を相手に試合をすることも多かった。そんな中、1993年11月18日には自身の憧れでもあり、プラムの技術を高く評価していた長与千種から、タッグマッチでのJWPでの本格復帰戦に対戦相手として直接指名され対決。1994年2月11日には、シングルでも長与と対決している。
同年4月10日、福岡晶戦にて鼻骨を骨折し離脱。復帰後も度重なり怪我により、長期欠場を繰り返す状態となった。1995年12月20日には尾崎魔弓戦にて鎖骨を骨折、翌1996年10月13日の尾崎戦まで、約1年間に及ぶ長期離脱を余儀なくされた。負傷欠場中にWOWOWで放送されたJWP特番において、プラムは「怪我が多いために同期のダイナマイト関西、尾崎魔弓、キューティー鈴木と比べて出遅れている。できるだけ早く復帰して試合をしたいです」といった内容の発言をしている。
復帰後の1997年、キューティー鈴木とのタッグであるファイティング・ドールズを再結成し、5月10日のデビル雅美&福岡晶戦にてJWP認定タッグ王座に挑戦するも敗戦。同年8月16日、広島市のアステールプラザで行われたタッグマッチ（パートナーはコマンド・ボリショイ、対戦相手OZアカデミー（尾崎魔弓・天野理恵子）で尾崎のライガーボムを受けてピンフォール負けした直後に意識不明となる。緞帳が降り、会場は一時騒然となった。プラムは救急車で市内の病院に搬送され、開頭手術には成功したものの翌日に容態が急変、急性硬膜下出血並びに脳挫傷により死去。29歳没。

## 得意技
フィッシュストレッチスリーパー
サンボの流れを汲む関節技と絞め技の複合技。うつぶせ状態の相手の足を自分の両足で挟み込むようにしてロックした後、反転しつつスリーパーホールドもしくはフェイスロックで絞め上げる。プラムのフィニッシュ・ホールド。
ビクトル式膝十字固め
ストレッチプラム
STF
フランケンシュタイナー
雪崩式も使っていた。
変形足4の字固め
安生洋二の得意技であるグランドクロス200と同じ技だが、プラムの場合は完成までのプロセスが異なる。

## 入場テーマ曲
- ジャパン女子プロレス時代

Turn It Into Love（カイリー・ミノーグ）
I Wanna Dance（B'z）
GAME OF FORTUNE（マリーン）※ダンシング・ドールでのテーマ曲
- JWP女子プロレス時代

Fallen Angel（POISON）
Don't cry ANGEL（オリジナル）
TRIP TRAP（オリジナル）

## エピソード
- リングネームのプラムは、本名である梅田の「梅」（Asian Plum）から採られたものである。
  - 旗揚げ当時、ジャパン女子をプロデュースしていた音楽プロデューサーの秋元康が当初リングネームとして「コマ梅田」と命名していたが、デビュー前に改名された。
- プラムの技術を高く評価していた長与千種は、1993年11月18日のJWPでの本格復帰戦（タッグマッチでプラム・デビル雅美組と対戦、パートナーはキューティー鈴木）にあたってプラムを対戦相手に直接指名した。このとき、長与は指名の理由として「彼女(プラム)に対する扱いが不当に悪い。これだけの技術を持っているのだから、もっと日の当たる所に出してやらなければ」という趣旨の発言をしている。1994年2月11日にシングルでプラムと対戦した直後にも、「お前はJWPのチャンピオンになれる実力があるんだよ。毎日、一生懸命で行け!」と辛辣にコメントしている。
- ジャパン女子プロレス時代に同僚となった山崎五紀のことを尊敬しており、山崎が引退後に夫婦で経営しているニューヨークの日本食レストランを訪れた際の記念写真を本名名義でプロレス専門誌に投稿したことがある。
- 事故から2ヶ月が経過した10月30日と一周忌直前の1998年8月13日には、「プラム追悼興行」がJWPを始め当時存在したすべての女子プロレス団体（アルシオン除く）の共催で開かれた。
- 後に尾崎が率いるOZアカデミーが2006年10月に団体化して以降、毎年8月の命日前後に開催されるOZの後楽園ホール（2011年は横浜文化体育館）大会では「プラムの花咲くOZの国」と銘打ち哀悼の意を捧げると共にOZのビッグマッチと位置付けており、2025年現在でも継続して行われている。
- 尾崎は事故を契機にプラムの慈善事業「プラムズハート」を立ち上げ、2011年の東日本大震災後は団体の枠を越えて多くの選手に呼びかけて、「プラムズハート女子プロレスの会」を結成している。
- JWPも毎年8月の命日前後にはプラムの追悼試合が組み込まれ、プラムゆかりのレスラーが参戦している。

## CD
シングル
| 発売日         | タイトル            | レーベル                   | レコード番号 | c/w                |
| -------------- | ------------------- | -------------------------- | ------------ | ------------------ |
| 1991年06月21日 | Gジャン・シンデレラ | テイチクエンタテインメント | TEDN-35      | いつだってSUNSHINE |